# Holmegård (Langeland Kommune)
 For alternative betydninger, se Holmegård. (Se også artikler, som begynder med Holmegård)
Holmegård er en lille hovedgård, som nævnes første gang i 1500. Gården ligger i Magleby Sogn, Langelands Sønder Herred, Svendborg Amt, Sydlangeland Kommune. Hovedbygningen er opført i 1800.

## Ejere af Holmegård
- (1500-1536) Peder Jacobsen Mylting
- (1536-1561) Jacob Pedersen Mylting
- (1561-1583) Jesper Jacobsen Mylting
- (1583-1593) Helrad Henriksdatter Lund gift Mylting
- (1593-1604) Markus Henriksen Lund
- (1604-1643) Henrik Jespersen Mylting
- (1643-1645) Peder Henriksen Mylting
- (1645-1655) Mogens Kaas
- (1655-1664) Anne Rudbeksdatter Pors gift Kaas
- (1664-1716) Otto Mogensen Kaas
- (1716-1748) Hans Ditlev Ottosen Kaas
- (1748-1749) Sophie Dorothea Hansdatter Kaas gift von Offenberg / Hilleborg Sophie Hansdatter Kaas gift Steensen
- (1749-1755) Frederik von Ahlefeldt / Sophie Dorothea Hansdatter Kaas gift von Offenberg / Hilleborg Sophie Hansdatter Kaas gift Steensen
- (1755-1773) Frederik von Ahlefeldt
- (1773-1826) Christian von Ahlefeldt-Laurvig
- (1826-1866) Frederik von Ahlefeldt-Laurvig
- (1866-1917) Christian Johan Frederik von Ahlefeldt-Laurvig
- (1917-1938) Frederik Ludvig Vilhelm von Ahlefeldt-Laurvig
- (1938-1952) Forskellige Ejere
- (1952-2008) Forsvarsministeriet
- (2008-)     Henrik Radich Otkjær